# 六里橋東駅
六里橋東駅（ろくりきょうひがしえき）とは中華人民共和国北京市豊台区に位置する北京地下鉄9号線の駅である。

## 駅構造

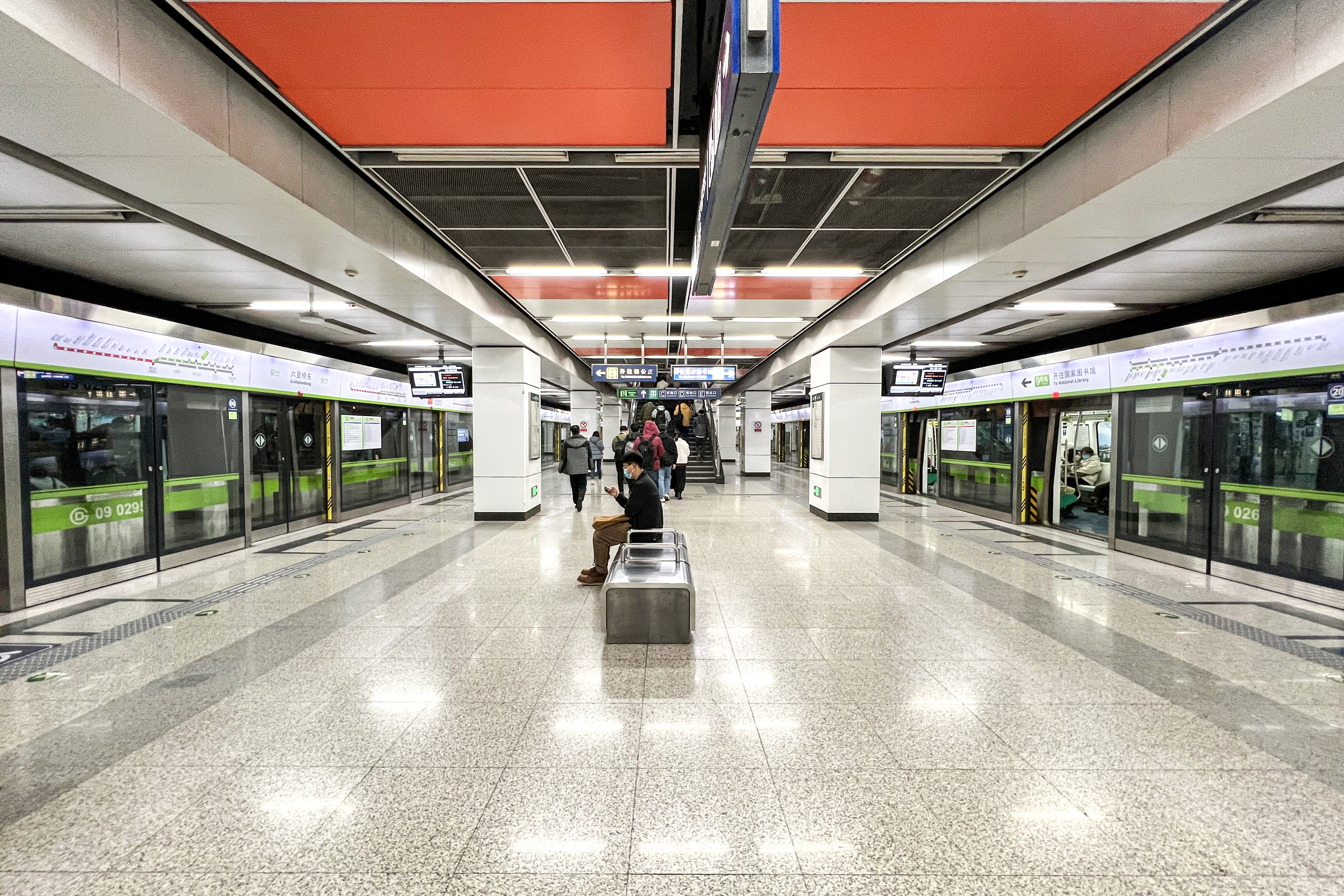
ホーム

島式ホーム1面2線を有する地下駅。

## 駅周辺
- 北京電力医院
- 六里橋小学
- 蓮花池長途汽車站

## 歴史
- 2011年12月31日 - 開業。

## 隣の駅
北京地下鉄
■9号線
北京西駅 - 六里橋東駅 - 六里橋駅